# Shadow of the Colossus: Roar of the Earth
Shadow of the Colossus: Roar of the Earth (ワンダと巨像 大地の咆哮 Wanda to Kyozō Daichi No Hokō?) (Rugido de la Tierra) es la banda sonora del videojuego Shadow of the Colossus. Fue lanzada en Japón el 7 de diciembre de 2005. Actualmente no hay planes de lanzar el álbum en otros países. La música del juego fue compuesta por Kô Ôtani («Kow Otani» en los créditos del juego), cuyos trabajos previos incluyen la banda sonora del simulador de vuelo para PlayStation 2 Sky Odyssey y el juego de disparos en primera persona Philosoma. También trabajó en varias de las películas de Gamera durante los noventa, así como en diferentes animes. Roar of the Earth ganó el premio de «Banda Sonora del Año» en la revista estadounidense Electronic Gaming Monthly.
Sus varios temas presentan una mezcla de cuerdas, percusión e instrumentos de cuerno. Kō Ōtani mismo fue el pianista, el programador de sintetizadores y quien tocaba el buzuki irlandés Los músicos de cuerno fueron el grupo Otohiko Fujita y los de cuerdas el grupo Masatsugu Shinozaki.

## Lista de temas
| #                                             | Nombre original                                                              | Traducción aproximada                                                    | Duración |
| --------------------------------------------- | ---------------------------------------------------------------------------- | ------------------------------------------------------------------------ | -------- |
| 1.                                            | プロローグ ～古えの地へ～ (Purorōgu ~Inishie no Chi e~)                      | Prólogo ~A la Tierra Antigua~                                            | 3:27     |
| 2.                                            | 禁断の術 (Kindan no Jutsu)                                                   | Arte prohibido                                                           | 1:53     |
| 3.                                            | 掟 (Okite)                                                                   | Mandamiento                                                              | 1:54     |
| 4.                                            | 黒い血 (Kuroi Chi)                                                           | Sangre negra                                                             | 2:03     |
| 5.                                            | 蘇生 (Sosei)                                                                 | Resurrección                                                             | 1:55     |
| 6.                                            | 巨像の気配 (Kyozō no Kehai)                                                  | Señal del Coloso                                                         | 1:52     |
| 7.                                            | 異形の者達 ～巨像との戦い～ (Igyō no Monotachi ~Kyozō to no Tatakai~)        | Figuras grotescas ~Batalla con el Coloso~                                | 2:06     |
| 8.                                            | 開かれる道 ～巨像との戦い～ (Hirakareru Michi ~Kyozō to no Tatakai~)         | La vía abierta ~Batalla con el Coloso~                                   | 1:58     |
| 9.                                            | 戦いの終り (Tatakai no Owari)                                                | El fin de la batalla                                                     | 1:43     |
| 10.                                           | 偶像崩壊 (Gūzō Hōkai)                                                        | El colapso del ídolo                                                     | 0:34     |
| 11.                                           | 緑の丘陵 (Midori no Kyūryō)                                                  | Colinas verdes                                                           | 0:34     |
| 12.                                           | 荒ぶる邂逅 ～巨像との戦い～ (Araburu Kaikō ~Kyozō to no Tatakai~)            | Un encuentro violento ~Batalla con el Coloso~                            | 1:58     |
| 13.                                           | 甦る力 ～巨像との戦い～ (Yomigaeru Chikara ~Kyozō to no Tatakai~)            | Poder revivido ~Batalla con el Coloso~                                   | 2:19     |
| 14.                                           | 湖畔 (Kohan)                                                                 | Orilla del lago                                                          | 0:27     |
| 15.                                           | 静寂 ～巨像との戦い～ (Seijaku ~Kyozō to no Tatakai~)                        | Silencio ~Batalla con el Coloso~                                         | 1:50     |
| 16.                                           | 力への畏怖 ～巨像との戦い～ (Chikara e no Ifu ~Kyozō to no Tatakai~)         | Sobrecogido por el poder ~Batalla con el Coloso~                         | 2:12     |
| 17.                                           | ワンダの死 (Wanda no Shi)                                                    | La muerte de Wander                                                      | 0:46     |
| 18.                                           | 最果ての地 (Saihate no Chi)                                                  | La tierra más lejana                                                     | 3:23     |
| 19.                                           | 忍び寄る影 ～巨像との戦い～ (Shinobiyoru Kage ~Kyozō to no Tatakai~)         | Sombra sigilosa ~Batalla con el Coloso~                                  | 1:47     |
| 20.                                           | 背後からの使者 ～巨像との戦い～ (Haigo kara no Shisha ~Kyozō to no Tatakai~) | Un mensajero del atrás ~Batalla con el Coloso~                           | 1:52     |
| 21.                                           | 反撃 ～巨像との戦い～ (Hangeki ~Kyozō to no Tatakai~)                        | Contraataque ~Batalla con el Coloso~                                     | 2:04     |
| 22.                                           | 鳥葬 (Chōsō)                                                                 | Cuerpo expuesto                                                          | 1:45     |
| 23.                                           | 閉ざされた都市 (Tozasareta Toshi)                                            | Un ciudad cerrada                                                        | 0:31     |
| 24.                                           | 放たれた番人 ～巨像との戦い～ (Hanatareta Bannin ~Kyozō to no Tatakai~)      | Guardián liberado ~Batalla con el Coloso~                                | 2:07     |
| 25.                                           | 絶望との別れ ～巨像との戦い～ (Zetsubō to no Wakare ~Kyozō to no Tatakai~)   | Un adiós lleno de desesperanza ~Batalla con el Coloso~                   | 2:13     |
| 26.                                           | 祈り (Inori)                                                                 | Oración                                                                  | 1:52     |
| 27.                                           | 駿馬 (Shunba)                                                                | Caballo veloz                                                            | 1:45     |
| 28.                                           | 廃虚の門番 ～巨像との戦い～ (Haikyo no Monban ~Kyozō to no Tatakai~)         | Cuidador de las puertas en el castillo en ruinas ~Batalla con el Coloso~ | 2:03     |
| 29.                                           | 聖域 (Sei'iki)                                                               | Santuario                                                                | 0:32     |
| 30.                                           | 儀式の終焉 ～巨像との戦い～ (Gishiki no Shūen ~Kyozō to no Tatakai~)         | Desaparecimiento del ritual ~Batalla con el Coloso~                      | 2:20     |
| 31.                                           | 追っ手 (Otte)                                                                | Un perseguidor                                                           | 0:31     |
| 32.                                           | 復活の予兆 (Fukkatsu no Yochō)                                               | Premonición de resurrección                                              | 0:50     |
| 33.                                           | エピローグ ～残されし者たち～ (Epirōgu ~Nokosareshi Monotachi)               | Epílogo ~Aquellos que quedan~                                            | 7:09     |
| 34.                                           | 希望 (Kibō)                                                                  | Esperanza                                                                | 2:10     |
| 35.                                           | 陽のあたる大地 (Hi no Ataru Daichi)                                          | La tierra iluminada por el sol                                           | 1:31     |
| Temas extras (no escuchados durante el juego) |                                                                              |                                                                          |          |
| 36.                                           | 記憶 (Kioku)                                                                 | Memorias                                                                 | 1:21     |
| 37.                                           | 荒野 (Kōya)                                                                  | Tierra salvaje                                                           | 0:28     |
| 38.                                           | 大地の声 (Daichi no Koe)                                                     | Voz de la Tierra                                                         | 0:27     |
| 39.                                           | 湿原 (Shitsugen)                                                             | Pantanos                                                                 | 0:30     |
| 40.                                           | 怒り (Ikari)                                                                 | Furia                                                                    | 1:52     |
| 41.                                           | 最後の戦い (Saigo no Tatakai)                                                | Batalla final                                                            | 1:54     |
| 42.                                           | 最果ての地(Reprise) (Saihate no Chi (Rupurīzu))                              | La tierra más lejana (Repetición)                                        | 3:21     |